# Дон Жуан (Штраус)

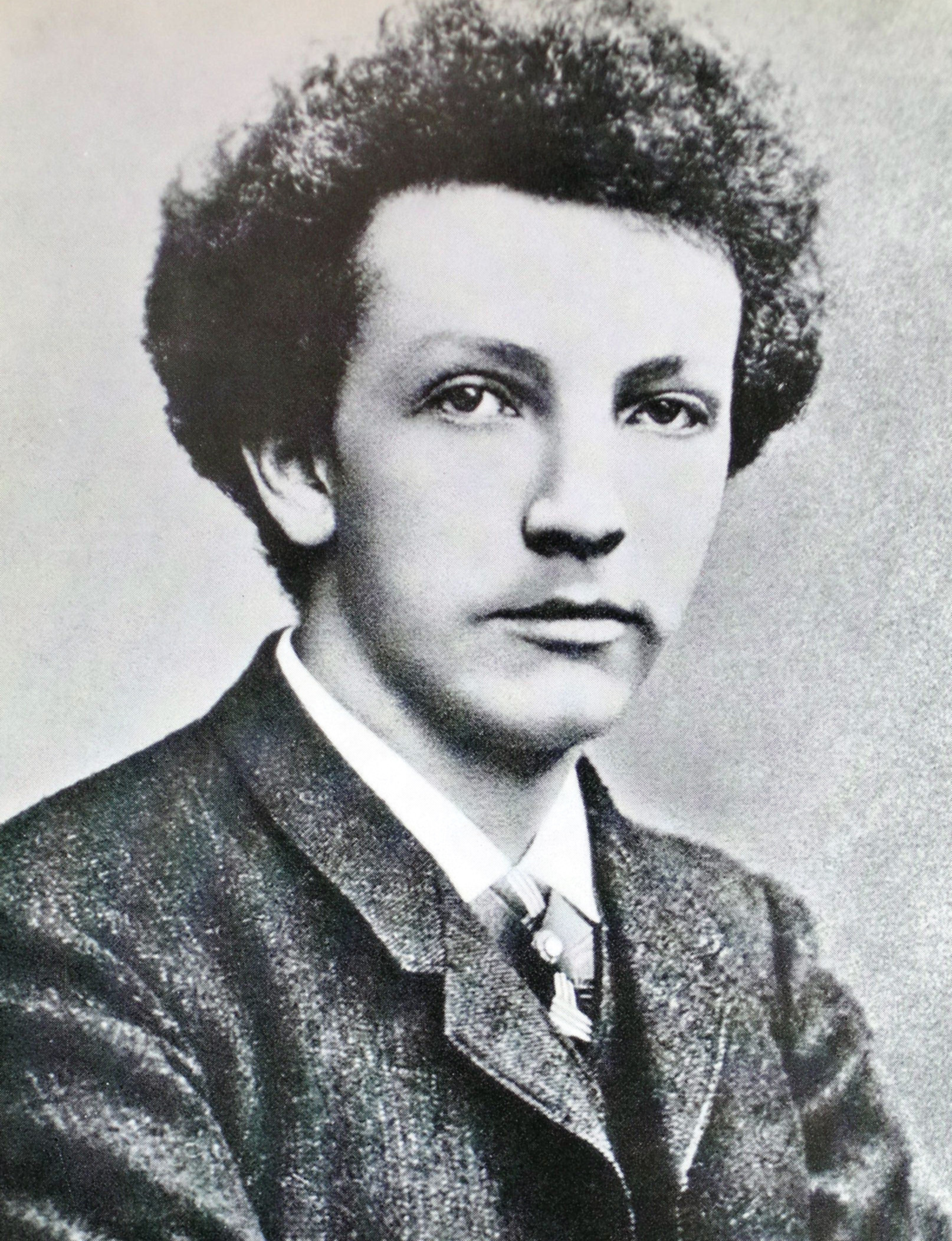
Штраус в 1888 году, когда он сочинил Дон Жуана

Дон Жуан, соч. 20 — симфоническая поэма ми мажор для большого оркестра, написанная немецким композитором Рихардом Штраусом в 1888 году. Произведение основано на пьесе Дон Жуан Энде (1844) поэта Николауса Ленау, созданной им по мотивам легенды о Дон Жуане, возникшей в Испании эпохи Возрождения. Штраус перепечатал три отрывка из пьесы в своей партитуре. В переводе Ленау распущенность дона Хуана проистекает из его решимости найти идеальную женщину. Отчаявшись когда-либо найти ее, он в конце концов предается меланхолии и желает себе смерти. Карл Дальхаус назвал эту поэму «музыкальным символом модернизма fin-de-siècle», особенно за «отрывное настроение» его первых тактов.